# امیل اشتاینباخ
امیل اشتاینباخ (آلمانی: Emil Steinbach; ۱۱ ژوئن ۱۸۴۶ – ۲۶ مهٔ ۱۹۰۷) سیاستمدار و اقتصاددان اهل اتریش-مجارستان بود.
وی در سال‌های ۱۸۹۱ تا ۱۸۹۳ وزیر دارایی اتریش-مجارستان بود. از جمله اقدامات وی در این دوره کوتاه، جایگزین کردن واحد پول کرون اتریش-مجارستان به جای گولدن اتریش-مجارستان و سازماندهی دوباره سیستم مالیات بر درآمد بود. وی هم‌چنین از ۱۹۰۴ تا ۱۹۰۷ ریاست دیوان عالی دادگستری این کشور را بر عهده داشت.